# 松平正温
松平 正温（まつだいら まさはる）は、江戸時代中期から後期の大名。上総大多喜藩の第3代藩主。大河内松平宗家5代。

## 生涯
享保10年（1725年）、三河吉田藩主・松平信祝の三男として吉田で生まれる。寛延元年（1748年）10月に第2代大多喜藩主・松平正貞の世子（実子）久瑞が死去したため、11月16日に正貞の養子となり、12月に叙任する。そして寛延2年（1749年）に正貞も死去したため、その跡を継いだ。宝暦8年（1758年）に大坂加番となっている。明和4年（1767年）9月25日、長男の正升に家督を譲って隠居し、天明2年（1782年）11月2日に死去した。享年58。

## 系譜
父母
- 松平信祝（実父）
- 左近 - 永井氏、側室（実母）
- 松平正貞（養父）

正室
- 松平正貞の養女、松平久瑞の娘

側室
- 長山氏

子女
- 松平正升（長男）
- 本庄道信（次男）
- 松平資承（三男） 生母は長山氏
- 松平信譲
- 松平正恒
- 近藤用和正室
- 松平乗森継室
- 水野範明正室
- 松平尚庸室、のち松平正喬継室